# 카니빔
카니빔, 페코(일본어: かにビーム 카니빔[*], 일본어: 페코)는 일본의 남성 일러스트레이터 (원화가)이다.
귀엽게 그리는 것이 주특기이며.. 평소에는 트위터와 니코동 세이가에서 카니빔(일본어: かにビーム 카니빔[*])이라는 닉네임으로 활동하고 있다.

## 게임
- その花びらにくちづけを

## 라이트노벨
- 이 부실은 귀가하지 않는 부가 점거했습니다
- 길 잃은 고양이 오버런
- さて、異世界を攻略しようか

## 같이 보기
- C87 칸코레 프린츠 오이겐 일러스트 작업 영상 보관됨 2015-02-04 - 웨이백 머신
- 건담 빌드 파이터즈 트라이 후미나 일러스트 작업 영상 보관됨 2015-02-04 - 웨이백 머신
- 할로윈 미소녀 일러스트 작업 영상 보관됨 2015-02-04 - 웨이백 머신
- 칸코레 비스마르크 복장한 아카츠키 일러스트 작업 영상 보관됨 2015-02-04 - 웨이백 머신